# Strandley
Der Strand (auch: Strandley) ist ein Priel im Nationalpark Schleswig-Holsteinisches Wattenmeer. Der Priel gehört zu einem Rinnensystem mit Norderhever, Rummelloch und Süderaue nördlich von Eiderstedt zwischen der Hamburger Hallig und Hallig Gröde.
Der Strand ist der wichtigste Priel im küstennächsten Bereich des Norderhevers. Daneben liegen noch Butterloch, Bensley und Rummelloch. Der Strand verbindet die beiden großen Prielströme von Norderhever und Süderaue. Pro Tide treten 81 Millionen m³ Wasser vom Norderhever über den Priel in die Süderaue über. Seine maximale Tiefe beträgt etwa 18 Meter.